# Linje 1 av São Paulos tunnelbana
Linje 1 - São Paulos tunnelbana (Portugisiska: Linha 1 do Metrô de São Paulo) är den första och den äldsta linje av São Paulos tunnelbana, som öppnade 14 september 1974. Idag har linjen 23 stationer på en 20,2 km lång sträcka. Det kallas som Linje North-South.

## Stationer
- Tucuruvi
- Parada Inglesa
- Jardim São Paulo
- Santana
- Carandiru
- Portuguesa-Tietê
- Armênia
- Tiradentes
- Luz
- São Bento
- Sé
- Liberdade
- São Joaquim
- Vergueiro
- Paraíso
- Ana Rosa
- Vila Mariana
- Santa Cruz
- Praça da Árvore
- Saúde
- São Judas
- Conceição
- Jabaquara